# St. Petersburger Herold
Der St. Petersburger Herold war eine deutschsprachige Tageszeitung in St. Petersburg von 1875 bis 1915. 

## Geschichte
Am 30. November 1875 erschien eine Probeausgabe des St. Petersburger Herold. Spätestens ab Anfang 1876 erschien die Zeitung täglich. Gründer und Herausgeber war Franz Gesellius.
Sie war die zweite deutschsprachige Tageszeitung der Stadt und schrieb mehr im unterhaltenden und einfachen Stil, im Unterschied zu der intellektuell anspruchsvolleren St. Petersburger Zeitung.
Der St. Petersburger Herold berichtete über Ereignisse in der Stadt, im Russischen Reich und im Deutschen Reich, aus Politik, Kultur, Gesellschaft und weiteren Themen.
Er hatte neun Beilagen,  Börsen-Kalender (1876–1877), Land- und hauswirtschaftliche Zeitung (1876–1890), Lokal-Beiblatt (1876–1880), Feuilleton-Beiblatt (1876–1900), Haus- und Familien-Kalender, Handel und Börsen, Industrie-Zeitung, Mode und Haus (1891–1900), Landwirtschaftliche Zeitung (1891–1900).
Ab etwa 1890 gab es dazu einen Verlag Typographie des St. Petersburger Herold, in dem jährlich etwa 20 Bücher erschienen.
1914 wurde die Zeitung in Petrograder Herold umbenannt und 1915 im Ersten Weltkrieg eingestellt.